# 陳果夫
陳 果夫（ちん かふ、1892年10月27日〈清光緒18年9月初7日〉 - 1951年〈民国40年〉8月25日）は、中華民国期の政治家で、中国国民党内の右派であった。陳果夫とその弟の陳立夫は蔣介石と密接な関係にあり、中華民国が大陸にあった時期には蔣介石に重んじられた。国民党内の組織と党務を担当し、「二陳」「CC系」と称された。名は祖燾だが、一般に字の果夫で知られる。

## 生涯
父の陳其業は廩生（後に国民参政会参政員、国民大会代表、全国商聯会常務理事などを歴任）の家柄である。叔父の陳其美は辛亥革命の功労者で、蔣介石とは義兄弟の関係を結んでいた。陳果夫は年少時に浙江陸軍小学を卒業し、陳其美の影響を受けて中国同盟会に加入し、辛亥革命や第二革命、討袁運動に参加した。1920年に上海にて証券物品交易所を経営し、この株主として蔣介石ら中国国民党員が存在し、大きな利益を挙げた。この利益は孫文の革命事業に提供された。
1924年、蔣介石が黄埔軍官学校の設立を掌った際、陳果夫は上海にて代わりに軍用品の購入や人材募集などを行った。1926年に広州入りし、国民党第二届中央監察委員に当選し、中央組織部の部長代理となった。1927年4月初、国民党内の右派であった呉敬恒・張静江らと共産党弾劾案を提出し、この後の共産党弾圧の準備を行った。1928年に蔣介石が政権に復帰すると陳果夫は国民政府委員、監察院副院長となった。陳果夫は国民党内の組織、党務整理及び共産党弾圧の実質的な責任者となったのである。改めて国民党員を審査、登録するのみならず調査組織の設立を始め、これは後に反共を専門とする「中統」となった。1929年に中央執行委員・中央組織部副部長となり、国民党中央政治学校を設立した。陳果夫・陳立夫兄弟は国民党の党務機構を掌握し、当時、「蔣家天下陳家党」と呼ばれるに至った。1932年、陳果夫は「導淮委員会」副委員長となり、1933年に江蘇省政府主席を兼ね、江蘇と淮河の治水整備事業を担当した。淮河の治水は後に日中戦争のために停頓した。日中戦争後は、中央政治学校教育長となった。
陳果夫は辛亥革命の当時から肺結核を病んでおり、しばしば吐血、入院した。日中戦争期間も何度も手術を受けていた。戦後は政権からの退場を始め、1948年12月、台中へと遷って休養した。1951年8月25日、肺病のため台北で死去。陳果夫には子がなく、陳立夫が自身の長男の陳沢安に陳果夫の家を継がせた。
陳果夫・陳立夫兄弟は民国の四大家族の一員といわれたが、兄弟が管理した党務で、彼らが私利私欲を図った証拠は見つかっておらず、まだ複数の妻を娶ったり愛人を作ったことも無く、近代中国において、個人的な品性は良好であったと言われている。また、彼らは近代中国史上、各方面への影響力が極めて深かった兄弟とされている。